# Крампель, Поль
Поль Крампель (фр. Paul Crampel; 1863—1891) — французский путешественник по Африке.
В 1888—1889 совершил первое удачное путешествие из Мадивилля на среднем Огове на север в страну Фан и обратно к бухте Кориско. В 1890 он предпринял исследование земель вокруг озера Чад и в конце февраля 1891 достиг Элькути, в 500 км от Убанги; с ним пришло всего 5 человек из всего отряда. Не ожидая остальных, Крампель ушёл на север и в апреле был убит.